# Zgomot intestinal
Un zgomot intestinal, cunoscut și sub denumirea de zgomot stomacal, sunet peristaltic, sunet abdominal sau borborygmus (pronunțat /ˌbɔrbəˈrɪɡməs/; la plural borborygmi), este un zgomot răsunător, mârâit sau gâlgâit produs de mișcarea conținutului tractului gastrointestinal⁠(d) în timp ce acesta este propulsat prin intestinul subțire de o serie de contracții musculare numite peristaltism. Un furnizor de asistență medicală calificat poate asculta aceste zgomote intestinale cu ajutorul unui stetoscop, dar ele pot fi suficient de audibile pentru a fi auzite cu urechea, pe măsură ce lichidul și gazul înaintează în intestine⁠(d) (în apropierea, dar nu chiar în interiorul stomacului). Lipsa zgomotelor intestinale indică o ocluzie intestinală, o obstrucție intestinală sau o altă patologie gravă.

## Etimologie
Numele științific borborygmus este legat de cuvântul francez borborygme din secolul al XVI-lea, el însuși din latină, în cele din urmă din greaca veche βορβορυγμός (borborygmós). Termenul grecesc este probabil de origine onomatopoetică.